# قنات (دیلم)
قنات، روستایی است از توابع بخش امام حسن در شهرستان دیلم استان بوشهر ایران.

## جمعیت
این روستا در دهستان لیراوی جنوبی قرار دارد و بر اساس سرشماری سال ۱۳۸۵ جمعیت آن ۱۷نفر (۴خانوار) می‌باشد.